# Machimus bicolor
Machimus bicolor là một loài ruồi trong họ Asilidae. Machimus bicolor được Hull miêu tả năm 1962.